# 사랑하는 나의 아들아
《사랑하는 나의 아들아》(원제 : 光とともに…-自閉症児を抱えて- 빛과 함께... -자폐아를 안고-[*])는 도베 게이코의 만화 및 그것을 원작으로 한 드라마이다. 만화는 아키타 서점에서 발간하는 <포 미세스>에서 연재중으로 단행본은 현재 14권까지 발행중.

## 작품
면밀한 소재에 기초한 자폐증에 대한 묘사로 정평이 나 있다. 샐러리맨 집안 아즈마 가에서 태어난 히카루가 자폐증인 것으로 판명나고, 그에 대한 가족의 갈등이나 일상생활의 곤란함, 보육원 이나 초등학교의 특수학급에서의 생활, 또 현재는 중학교의 특수학급으로 진학한 히카루의 성장과 새로운 문제 등이 그려지고 있다. 작가의 아이의 동급생이 자폐증이었기 때문에 그에 관한 에피소드를 참고하고 있다. 평성16년 (2004년) 제 8회 문화청 미디어 예술제 만화부문 우수상 수상작품. 홍콩, 대만, 미국, 캐나다에서도 현지어로 번역되어 출판되고 있다. 한국에서는 <사랑하는 나의 아들아>라는 제목으로 자음과모음에서 발행하고 있다.

## 나오는 사람들

### 아즈마 가
'도쿄 A구 타케야마'라는 거리의 분양 맨션에서 히카루가 중학생이 된 후까지 살다가, 마사토의 전근을 계기로, 온 가족이 마사토의 고향집으로 이사, 혼자서 사는 어머니와 같이 살게 되었다.
아즈마 사치코[東 幸子]
이 이야기의 주인공으로 히카루의 어머니이다. 예전 성은 니시야마. 외동아이로서 자라 오자키 유타카의 곡이 유행할 적에 중학교 시절을 보내고, 고등학교까지는 고향의 공립 학교를 졸업. 단대 졸업 후 취직했다. 마사토와는 회사에서 만나 결혼했다. 히카루의 보육원 입원(入園)과 동시에 경리근무의 경험을 살려 회계사무소의 컴퓨터 입력 업무를 주로 하는 재택근무를 시작한다.
고민하고 상처입으면서도 히카루의 장애를 받아들이며, 웃는 얼굴로 키워내고 있다.
특기는 인간관찰. 서툰 것은 노래방에서 노래하는 것,
아즈마 히카루[東 光]
아즈마 집안의 장남. 태어날 적의 아름다운 아침햇살에 감동한 사치코가 히카루라고 이름을 지었다.
1세 반 때 검진에서 자폐증이라 진단받는다. 지적장애와, 목 위의 감각과민을 동반한다. 소음이나 개 따위를 무서워하며, 반짝반짝 빛나는 물건이나 예쁜 물건. 물 등을 좋아하며 집착한다. 보육원에 들어가기 전에는 유모차, 초등학교 시절에는 등하교시의 통학 모자 착용에 강한 집착을 가지고 있었다.
세상의 규칙을 잘 받아들이지 못하고, 어릴 적에는 불법침입및 기물파손, 절도미수, 무임승차, 무전취식 등 빈번히 문제를 일으켰다. 중학생이 된 현재에는 사춘기 특유의 심신의 문제나 모르는 사람의 행동을 집요하게 주시하는 따위의 문제도 일어나고 있다.
버섯을 모델로 한 게임 캐릭터 '쵸코피' (하지만, 버섯을 먹는 것은 싫어한다)를 좋아하며, 주제가도 부를 수 있다.
시츠가츠 보육원을 1년보육으로 졸업→시츠가츠 초등학교 졸업→호다 중학교 재학 중. 히카루를 모르는 지나가던 여중생이 말하기를, '웬츠 에이지와 닮았다'.
아즈마 마사토[東 雅人]
히카루의 아버지이다. IT기업 '일본 네트워크'에 근무.
초등학교부터 사립 남학교에 취학해서, 대학은 이계학부를 졸업. 회사에서는 젊은 나이에 중역취임이 기대되고 있다.
히카루가 어릴 적에는 집안 일을 돌아보지 않는 성격으로 사치코와의 언쟁이 잦았지만, 과로로 쓰러진 다음부터는 아이들을 잘 돌보고 사치코에게도 잘 대해주는 좋은 아버지가 되었다.
과로로 쓰러지고 회복 후에는 한직으로 밀려나지만, 곧바로 복귀. 그 후, 상사와의 말다툼으로 지방의 사무소로 좌천되지만, 장애인 지원이 결합된 기획서가 전무의 마음에 들어 본사로 돌아온다. 본사 복귀 후에는 지방 사무소의 인맥과 환경을 살린 특례자회사 '일본 네트워크 버섯농장'을 설립, CF에도 출연했다. 현재, 카나가와의 사무소로의 이동이 결정되어 있다.
사치코와 결혼하기 전에도 여성들로부터 인기가 많았다.
아즈마 카논[東 花音]
아즈마 집안의 장녀, 오빠 히카루와는 7살 차이. 마사토의 출장 중 태풍이 부는 날에 태어났다. 출산중에 캐논이 흐르고 있었던 것과, '꽃 같은 아이가 찾아왔다'라는 의미로 카논이라 이름지어졌다.
자신의 의견을 확실히 말하는 성격이어서, 히카루와는 가끔 싸운다. 하지만, 급우로부터 오빠를 바보 취급하는 발언을 들으면 오빠의 행동에 대해 가볍게 주의를 주거나, 때로는 분한 나머지 주먹다짐을 하는 등. 사실은 상당히 오빠를 생각하는 성격.
말괄량이지만 용모는 귀여워서, 아역 모델 기획사의 등록을 권유받은 적도 있다.
거의 손이 가지 않는 아이로서 키워졌지만, 아무래도 가족의 생활이 오빠 중심으로 돌아갔기 때문인지 어릴 적부터 자연히 자존심이 몸에 배여 있어서, 그것 때문에 괴로움을 혼자 담아두는 경향이 있다.
어릴 적부터 인형 '니노군'을 좋아해서 지금도 괴로운 일이 있을 때 말을 걸거나 같이 자거나 하고 있다. 장래 희망은 '(카나타군의)신부' '개를 키우고 싶어'
시츠가츠 보육원 졸업후, 시츠가츠 초등학교에 취학해서 학동보육에 소속한다. 같은 시기에 트램폴린을 배우기 시작한다.

### 시츠가츠 초등학교 교사
요시다[吉田] 교장
시츠가츠 초등학교의 전 여자 교장. 히카루가 5학년이 되기 전 봄방학에 뇌동맥류로 급사한다.
히카루의 무궁화 교실 편입 희망을 받아들이는 데 적극적이었다. 또 교장이면서도 아침마다 교문 앞에 서서 학생 한명 한명에게 말을 거는 등 신경을 써 줬다. 그 교육 자세는 죽은 후에도 시츠가츠 초등학교의 젊은 교사들에게 이어져 내려오고 있다.
술꾼으로, 취미는 유화. 종교나 관습 등 자질구레한 일에 얽매이지 않는 성격이었다. 여자 혼자서 외동아들을 키워냈다.
어째서인지 한국판에서는 '요시자와'라고 표기되어 있다.
아오키 시게루[靑木 繁]
히카루가 1학년 때부터 4학년 때까지 무궁화 교실(특수학급)의 담임.특수교원 면허 보유자.
히카루들을 세세하게 지도해 주었기 때문의 학부모의 신뢰도 높다. 현재는 시마다 초등학교 근무중.
와카바야시[若林] 선생
히카루가 1학년 때부터 4학년 때까지 교류학급의 담임. 또 히카루가 4학년부터 5학년까지 재적했던 요리부 담당이었다.
히카루가 4학년 때 아오키 선생과 결혼해서 6학년이 되기 전 봄에 전근.
한국판에서 노리코라고 불리는 것을 보면 이름은 노리코인 듯.
코다[甲田] 교장
요시다 교장의 후임, 남성. 장애아 지원에는 관심이 거의 없다. 체면에 신경 쓰는 성격으로. 교장실 옆에 있던 무궁화 교실을 독단으로 먼 곳에 이동시켰다, 또 군지 선생이 무궁화 교실의 담임으로서 적응이 되지 않았을 적에는 히카루를 자주 내보내 버리는 그녀를 꾸짖는 일이 잦았다. 히카루의 초등학교 졸업후에는 호다 중학교가 아닌 특수학교로 가야 된다고 생각하고 있었다.
군지[郡司] 선생
히카루가 5학년 때 무궁화 교실의 담임. 히카루가 사고를 당한 원인과 관련되어 있었기 때문에 무궁화 교실 취임전부터 사치코에게는 인상이 나빴다. 정년퇴임 전 1년 동안 체육 수업을 하지 않아도 된다는 이유로 자청해 무궁화 교실의 담임을 맡았지만 자폐증에 대한 지식은 전무했기 때문에 문제가 다발했다. 하지만 사치코가 몇 번이나 충고와 부탁을 반복해서, 결국 전문가의 도움을 받고 나서는 순조롭게 수업이 가능하게 된다. 집안에서는 정규직에 나서지 않는 자유분방한 캥거루족 외동딸 때문에 골머리를 앓고 있다.
정년퇴직 직후 요통이 악화되어 입원한다.
니시와키[西脇] 선생
히카루가 5~6학년 때 교류학급의 담임.
위하수로, 술을 못 마신다. 학부모들의 불평을 듣거나 하면 자주 위통을 호소한다. 사치코의 요망을 솔직하게 받아들여 노부아키, 히카루를 잘 아는 선생들로부터 조언을 받으며 히카루가 반의 일원으로서 마음 편히 지낼 수 있도록 적극적으로 지원해 주었다.
츠치야 카오리[土屋 かをり]
시츠가츠 초등학교의 양호선생.
1학년 여름 히카루가 넘어졌을 때부터 도움을 받고 있다. 학교에서 만든 화환을 '도움받은 사람'에게 준다는 말을 듣고, 히카루는 제일 먼저 그녀에게 갔다.
히카루가 초등학교 졸업 후 전근, 그 후 고리 선생과 결혼해서 딸 하나를 낳는다.
전근 후에도 여러 가지 고민을 갖고 있는 에리의 상담역이 되었다.

고리 마사하루[五里 雅治]
히카루와는 다른 반의 담임이지만, 히카루가 1학년부터 5학년 때까지 적극적으로 지원에 관여하면서 행사 등을 무난하게 진행할 수 있도록 도움을 주었다. 컴퓨터의 조작이 특기로. 5학년 때 숙박학습 때에는 히카루용의 안내서를 만들어 주었다. 와카뱌야시 선생과 동시에 전근. 철도동호인이기도 하다.
교감선생
특수학교의 교원인 아내로부터 여러 가지를 배워 특별지원 코디네이터의 공부를 하거나 무궁화 교실의 학생들과 놀아주거나 했다. 또 학교의 항의 때문에 침울해진 사치코를 격려하는 등, 아카마츠 선생이 곤란에 빠졌을 때는 도와주거나 했다.
아카마츠 나오키[赤松 直樹]
히카루가 6학년 때, 무궁화 교실의 담임.
자폐증에 대한 지식은 있지만 자폐아를 실제로 접해 본 적은 없기 때문에 예상외의 상황에 대처하지 못하고 학생들에게 화풀이를 하는 일이 많다. 또, '지도력이 없다'고 평가되는 것을 두려워해 혼자 문제를 담아두는 일이 잦았다. 전임 학교에서는 극성스러운 학부모들의 요구나 항의에 고민한 나머지 무궁화 교실의 학부모의 상담이나 요망도 마찬가지로 오해해 받아들였다. 고리 선생처럼 컴퓨터가 특기로. 수학여행 때 스스로 히카루용의 안내서를 만들어 주었다.
쿠와바타[桑畑] 선생
카논이 1학년 때의 담임. 자폐증인 오빠가 있는 카논에 대해서 이해하고, 그에 얽힌 문제가 일어났을 때 중재해 주었다.

### 호다 중학교 교사
호시노[星野] 선생
푸른하늘 교실(특수학급)의 담임. 특수학급에서의 오랜 지도경험으로 학부모들의 평가도 좋다.
쿠사카[日下] 선생
푸른하늘 교실의 담임. 호시노 선생과는 달리 특수학급에서의 지도경험은 별로 없지만 밝은 성격으로 평판은 좋다.
후지모리[藤森] 선생
히카루가 1학년 때 교류학급의 담임. 롱 헤어의 상냥한 여성.

### 히카루의 친구들과 그 가족
오야마다 히로아키[小山田 太陽]
복지센터에서 만났다. 히카루와 같은 나이의 자폐아. 우산 자루에 집착을 가진다.
복지센터의 모자통원 수료 후 1년 동안 보육원에 다니지만, 요청을 내면 답답한 얼굴로 거절당하거나, 낮잠 시간에는 열쇠를 채운 방에 격리되는 등 푸대접을 답았다. 보육원 졸업 후. 특수학교로 진학. 지도자를 잘 만나 좋은 초등부 생활을 보내는데, 중등부로 진학한 현재는 여성에 대한 신체접촉이 격렬한 상황이지만 지도자들은 묵인하고 있다.
히로아키의 어머니
집안에서 싸전을 경영하는 자영업자. 말투는 관서 사투리. 복지센터의 모자통원에서 처음으로 사치코와 친해졌다. 밝은 성격으로 사치코가 격려받는 일도 많다. 모자통원 수료후에도 정보교환을 하거나 수다를 떠는 등 자주 연락을 하고 있다. 현재 아들의 신체접촉 건으로 학교의 항의하는 것도, 학교 관계자 중 이해자가 없어 고민하고 있다.
카나자와 노부아키[金沢 信明]
보육원에서 히카루와 만난다. 보육원 때는 특별시되고 있던 히카루와 충돌이 끊이지 않았으나 히카루가 태어나서 처음으로 "미안합니다"를 그에게 말하고부터 서서히 히카루를 인정해 간다.
시츠가츠 초등학교로 진학후, 5~6학년 때 히카루의 매니토가 되었다.
천식 환자로. 수학여행 당일에 발작을 일으켜 결석한 적이 있다. 원래 정의감이 강한 성격으로, 보육원 졸업시의 장래희망은 '구조대' 중학교 진학후에도 괴롭힘을 당하는 고자루 군(헤헤)의 편이 되어 주었다.
초등학교 졸업 때 장래희망은 '아버지 같은 사람'. 시츠가츠 중학교에 진학해 배드민턴부에 소속한다. 5살 위의 형이 있다.
노부아키의 어머니
부띠끄에 근무하고 있다. 히카루를 이해하고, 사치코와도 친하다. 그믐날에 만취해 들어온 남편을 야구방망이로 때리는 등, 용감한 성격.
나카지마 모에[中島 萌]
보육원에서 히카루와 만난다. 보육원부터 초등학교 저학년에 걸쳐 가장 히카루를 신경써 주었고, 높은 빌딩에 올라간 히카루를 걱정해 고소공포증이 있으면서도 쫓아간 적도 있다.
고학년 때는 미우의 매니토가 되어 주었다. 장래희망은 보육사였지만 초등학교 졸업 때는 간호사로 바뀌었다.
시츠가츠 중학교에 진학해서 야구부의 매니저가 되어 부원 중 1명과 사귀기 시작한다.
모에의 어머니
남편과 이별하고 모에와 친정 어머니(모에의 외할머니)와 3명이서 사는 싱글맘.
보육원에서 모에에 지나치게 손을 대서 결국 위험한 일에 휘말리게 만드는 히카루를 싫어하고 있었지만 친정 어머니가 병 때문에 주위로부터 고립되어 있는 모습을 보고 히카루와 사치코의 입장을 이해해, 화해했다.
초등학교 입학식에서는 험담을 들은 히카루를 감싸고, 요시다 교장의 장례식에서는 히카루와 사치코가 영전에 참배할 수 있도록 도와 주었다. 참고로 얼굴은 모에와 그다지 닮지 않았다.
시츠가츠 중학교 출신이다.
모에의 외할머니
뇌졸중으로 쓰러진 경험이 있어서 모에가 어릴 적에는 거의 누워 지내는 생활이었다. 현재는 외출도 가능할 정도로 회복되었다.
초등학교에 입학한 다음날 미아가 된 하카루를 찾아서 보호한 적이 있다.
고자루 군(ござる君, 헤헤)
노부아키, 모에와 같이 보육원 때부터 히카루와 함께였다. 본명은 불명. 어미가 언제나 '～でござる'(우리말로 치면 '~하오'에 해당)이기 때문에 '고자루 군'. 기계 만지기나 만들기를 좋아하기 때문에 사립 서도쿄 공업대학 부속 중학교에 지원하지만 불합격. 시츠가츠 중학교에 진학하게 되고 10등 이내의 성적을 내지만, 그것 때문에 괴롭힘을 당하게 된다. 바둑부에 소속해 있다.
한국판에서는 말할 때마다 '헤헤'가 들어가는 것으로 처리.
고자루 군의 어머니
슈퍼의 아르바이트 점원으로 아들처럼 포동포동한 체격이다. 히카루가 보육원에 들어간 직후에는 히카루에 대해서 그다지 이해가 없이, 무의식중에 사치코를 깔보는 듯한 말을 한 적도 있지만 점점 이해해 간다. 아이들이 초등학교 6학년에는 교외위원에 취임했다. 현재 아들의 괴롭힘에 대해 각방면으로 교섭중.
카타쿠라 에리[片倉 絵里]
히카루의 소꿉친구 중 1명. 타케노코 유치원 졸업 후. 시츠가츠 초등학교에 진학했다. 히카루가 위험한 일을 하고 있는데도 불구하고, 어머니의 언동에 익숙해져 본체만체한 결과, 사고를 불러온 적도 있다. 초등학교 고학년쯤에는 총명하면서도 학교에서 마음이 맞는 친구가 없이 붕 뜬 존재가 되어 있었다. 사립중학교 수험에 도전했지만 컨디션과 압박을 이기지 못하고 탈락한다. 중학교 진학 후에는 친구들과 편의점 앞에서 떼로 모여 있거나 유희시설에서 노는 모습 등이 사치코에게 목격된다. 성격의 표리가 격한 아버지의 영향으로 남자와 1대 1로 만나는 상황을 싫어한다.
에리의 어머니
모친학급에서 사치코와 만나, 아이들이 어릴 적에는 카나타의 어머니도 포함한 3명이서 아이들을 공원에 데리고 놀러 나가거나 아즈마네 집에서 차를 마시는 등 사이가 좋았다. 하지만 히카루에 대한 험담을 하는 것이 사치코에게 알려진 것이 계기가 되고. 게다가 히카루와 사치코에 대한 음험한 장난도 한층 심해져서 사치코와의 사이는 험악해진다. 현재는 주위와는 쿨하게 거리를 두고 사치코와는 만나면 인사만 나누는 정도,
남편의 가정폭력에 오랫동안 괴로워하고 있다. 장래 자신과 같은 취급을 당하지 않게 하려는 바람과, 에리의 성적으로 자신을 평가하는 남편을 두려워해, 에리의 교육에 대해서는 각별히 힘을 쏟아 왔다.
에리의 아버지
체면에 신경 쓰는 성격. 에리에 대해서도 그녀가 실패하거나 했을 때에는 차가운 말을 내뱉거나 중학교 입시에 떨어졌을 때에는 '꼴사나워서 친척에게도 얼굴을 내밀 수 없다'며 화를 냈다. 붙임성이 좋고 다정할 것 같은 외견과는 정반대로, 부끄러움을 당하거나 기분이 나쁠 때는 집안에서 아내를 때리거나, 차거나, 머리를 잡아당기는 등 잔혹한 폭력을 휘두른다,
타나카 카나타[田中 海七太]
에리처럼 어머니들이 모친학급에서 아는 사이. 히카루의 소꿉친구 중 1명. 댄스가 특기. 히카루의 장애가 발견된 때부터 사이가 틀어졌지만, 타케노코 유치원 졸업 후 같은 초등학교에 진학한 것을 계기로 교류재개. 5학년이 되기 직전, 거대 기획사 '아이 프로덕션'의 주니어 부에 소속, 아이돌로서 연예계에 데뷔한다. 콘서트나 CF, 영화의 출연 등, 바쁜 모습이다. 5학년 때 2월, 아버지의 전근으로 서동경방면의 학교로 전학했다.
미사키에 대해서는 특별한 감정이 있어서 자기가 입원했을 때도 미사키를 보고 싶다고 희망했다.
이름이 회문이다.
카나타의 어머니
외견은 화려한 양마마 지만 다른 사람들에게 잘 대하는 성격으로, 히카루를 잘 이해하고 있다. 남편은 샐러리맨 생활을 거쳐 지금은 한국요리점 경영자이다. 카나타가 데뷔하고 나서는 팬들의 전화나 기다림, 초인종 누르고 도망가기 등으로 고민하고 있다. 이사직전에 아들과 미사키와의 발렌타인 준비를 목격하고 나서는 가끔씩 미사키의 어머니와 만나 식사를 준비하며 아들과 미사키와의 불확실한 관계를 조용히 지켜보고 있다. 참고로 카나타는 그녀와 닮았다.
이노우에 나츠미[井上 菜摘]
히카루가 입학했을 때 무궁화 교실에 재적하고 있던 가벼운 지적장애를 가진 3학년생. 특기는 '가재 잡기'로, 시츠가츠 초등학교의 학생들에게 지도한 적도 있었다. 아오키 선생의 지도로 초등학교 졸업 직전에는 시계에 대해 이해할 수 있는 정도가 되었다
야마구치 타쿠미[山口 巧]
히카루가 입학했을 때 무궁화 교실에 재적하고 있던 자폐증의 6학년생. '도쿄 타워의 위는?'이라는 질문에 대해서 '무서워'라고 대답하지 않으면 화낸다. 그의 어머니는 학교의 선생들에게 대들거나, 아들의 행동에 대한 미소에 과잉반응해서 화내거나 했기 때문에 장애아의 보호자는 사귀기 힘들가는 선입견을 심어갔다.
혼다 미우[本田 美羽]
무궁화 교실에 재적하는 자폐아. 히카루가 4학년 때 입학. 시츠가츠 초등학교 입학 전에는 집안 사정으로 진단・요육 등도 받을 수 없었다. 유치원에서는 문제아 취급받고, 졸업식 출석도 선생으로부터 거부당했다. 아오키 선생의 지도로 의사소통의 수단을 몸에 익히고, 화장실에서 용변도 볼 수 있는 정도가 되었다. 또 아버지에게는 방해꾼 취급 받았지만, 어머니의 노력으로 테이프 레코더를 써서 배웅했을 때는 울면서 기뻐하는 등 개선되어 가는 모습이다.
미우의 어머니
카나타의 어머니처럼 양마마이지만 그녀와는 성향이 달라 말투가 난폭. 사치코와는 대조적으로 선생 등 주위의 관심을 받지 못하고 자라, 남편이 빚을 내 이사를 되풀이해 지금은 좁은 아파트에서 살며 부모와도 관계가 끊어진 상태. 시츠가츠 초등학교에 입학할 때까지 미우가 자폐증인 것을 몰랐다. 무뚝뚝하지만 미우를 방해꾼 취급하는 남편과, 구경꾼이 나올 정도로 큰 싸움을 하는 등 미우를 소중하게 생각한다.
이시다 다이스케[石田 大介]
히카루가 4학년 때 매니토가 된 6학년, 와카바야시 선생을 남몰래 사모하고 있다. 애초에 매니토 일은 귀찮게 여겼지만, 히카루와 접하면서 동생과 같은 친밀함을 느끼게 된다. 또 다이스케 자신도 자신의 의견을 확실히 말할 수 있게 되고, 히카루가 발표회에서 조롱당했을 때는 당당히 감싸며 항의해 주었다. 시츠가츠 중학교에 진학해 축구부에 소속한다. 중학교 진학 후에도 6학년인 히카루가 불량한 중학생들에게 괴롭힘을 당하고 있는 것을 발견하자 몸을 던져 지켜 주었다.
다이스케의 어머니
다이스케가 집안에서 히카루에 대해 생생하게 이야기하는 것을 듣고, 똑같이 히카루에게 친밀감을 가지게 된다. 발표회 종료후에는 집에 놀러와 달라고 말하는 등, 환영해 주었다. 또 히카루와 다이스케가 불량 중학생들과 다툰 후에는 사치코와 함께 중학교에 항의했다.
오키 타쿠야[沖 拓也]
히카루가 4학년때 발표회에서 히카루를 놀리는 말을 했다. 모에와 같은 반으로, 반을 학급붕괴상태로 만드는 등 문제아였지만, 남몰래 히카루와 놀아주거나 했다. 방랑하는 히카루를 쫓아 둘이서 하치오지까지 간 적도 있다. 어머니는 교제상대와 가출해 증발, 아버지는 일도 안 하고 술에 절어 가정에 대해서는 방임 상태인 이유로부터 4학년 겨울, 아동복지시설에 입소하기 위해 전학한다. 1년후 히카루와 재회했을 때 전송된 양호원 '시라하 학원'에서 상급생과 직원들로부터 학대를 당하는 모습이 발견되었다.
토모야[友也] 군
햇님 하우스에서 만난 아스퍼거 증후군의 특징이 강한 자폐아. 성은 불명. 히카루와는 동갑. 시마다 초등학교의 특수학급에 재적한다. 말을 할 수 있기 때문에 자폐증으로는 보이지 않고 동급생으로부터 놀림받는 일이 많았지만, 시마다 초등학교로 부임한 아오키 선생의 조언을 받아 특수학급으로 편입한다.
토모야군의 어머니
햇님 하우스에서 사치코와 만난다. 서로 아오키 선생을 알고 있어서 의기투합. 아들과는 머리 길이 이외에는 붕어빵. 미우의 어머니로부터 료타 모자에 대한 이야기를 듣고 감동해서 힘이 되고싶다고 생각한다.
카네모토 츠바사[金本 つばさ]
히카루가 6학년 때 무궁화 교실에 편입한 3학년생으로, 난독증이 있는 학습장애아. 동생이 1명 있다. 교감선생과 담임의 조언을 받아 무궁화 교실에 편입한다. 무궁화 교실에서 아카마츠 선생의 손이 닿지 않을 때는 자연스럽게 미우를 도와 주었다. 3학년 가을, 학습장애아 지원에 적극적인 학교로 전학.
츠바사의 어머니
글자를 읽을 수 없고 그 이유로 친구들로부터 괴롭힘을 받아 괴로워하는 츠바사에 대해서 고민한다. 아카마츠 선생이나 남편과 상담하지만 도움이 되지 못했다. 사치코와 시부사와의 만남을 계기로 처음으로 학습장애에 대해서 안다.
이구치 료타[井口 亮太]
히카루가 6학년 때 무궁화 교실에 편입한 3학년생. ADHD의 특징이 강한 아스퍼거 장애아. 장애의 특징이 가져다 주는 주위의 피해도 많다. 과거에는 반에서 왕따를 당한 적도 있었다. 어머니의 이해와 협력이 없어서 상황이 개선되지 않는 날이 계속되었지만 미우의 어머니의 도움을 계기로, 나중에 햇님하우스에서 놀게 되었다.
료타의 어머니
한때 료타가 ADHD라고 인정하지 않고, 무궁화 교실에 편입된 것에 불만을 품고 있었다. 전화를 걸어도 나오지 않고, 수업참관에도 나오지 않았지만 이혼 직후 파칭코점에서 일하고 나서부터라고 판명. 또 학부모들로부터의 아픈 시선이 트라우마로, 수업참관에도 갈 수 없었다.
오타 미사키[太田 美咲]
히카루가 5~6학년 때 교류학급에 재적했다. 검도가 특기. 카나타의 자택 맨션과 가까운 관사에 살고 있다.동생이 1명 있다.
학교나 통학로에서 개념없는 어머니로부터 사진을 찍히는 카나타의 앞에 서서 지켜준 적이 있다. 카나타가 전학갈 때 '우정 초콜렛'이라고 하며 발렌타인 초콜렛을 넘겨주었다.
형사인 아버지의 영향을 받아 초등학교 졸업때 장래희망은 프로파일러. 검도 동료의 권유로 아이코 중학교에 진학했다.。
미사키의 어머니
아이들이 초등학교 6학년 때 홍보위원에 취임했다. 딸 미사키가 히카루들과 친해진 것을 계기로 그녀도 사치코와 친해져 초등학교 졸업식 후에는 아이들과 함께 노래방에 가거나 한다. 여성적인 복장을 좋아해서 미사키에게도 귀여운 옷을 사 주었지만, 앞에서 이야기한 노래방에 갔을 때 '엄마의 취미에는 이제 질렸어'라는 말을 들었다. 가끔씩 카나타의 어머니와 만나 식사를 준비하며 딸과 카나타의 불확실한 관계를 조용히 지켜보고 있다.
타카&토시 같은 태클을 거는 것이 버릇이 되어 있다.
소에자키[副崎] 군
이름은 불명. 히카루가 5~6학년에 교류학급에 재적했다. 형제 중 막내. 공부가 특기로 주위에 대해서도 친절. 노부아키가 결석한 수학여행에서는 모에, 고자루 군, 미사키들과 함께 히카루를 도와주었다. 사립 카이메이 중학교에 진학. 장래희망은 물리학자.
소에자키군의 어머니
아이들이 6학년때 졸업 대책위원에 취임. 과거에 여러 번 임원을 거쳤다. 참관수업 날, 히카루와 카나타 때문에 아들의 발표시간이 없었던 것에 불복해 니시와키 선생에게 항의한 적이 있다. 임원결정 회의에서는 사치코의 언동에 공감하게 된다.
사노 사오리[佐野 沙織]
초등학교 5~6학년때 히카루의 교류학급에 재적한다. 멋내기와 연예인을 좋아하는 요즘 여자아이. 5학년 때 숙박학습에서는 제비뽑기로 히카루의 반이 된다. 그때까지는 사이가 좋은 친구들과 언제나 행동을 같이 하며 사치코나 니시와키 선생에게 '수군수군거리는게 기분나쁘다'고 생각되었지만 숙박학습을 히카루와 함께 지내고, 돌아올 때는 카나타에게 '분명 좋은 배우가 될거야'라고 단언하는 등, 선생들도 놀랄 정도로 대담해졌다. 장래희망은 스타일리스트.
시마다[島田] 씨
이름은 불명. 히카루와 같은 학년인 5~6학년에 교류학급에 재적한 딸(이름은 '유우카')이 있다.
전업주부이기 때문에 학교의 임원으로 임명된 것에 불만을 품고 있다. 한때 딸의 담임이었던 군지 선생에 대한 인상이 나빠서 학교에 공헌했음에도 불구하고 딸을 연극에서 '달' 역을 맡긴 것에 원한을 가지고 있다.
어쩐지 특별한 취급을 받는 사치코 모자에 대해서도 불만을 품고, 참관일에는 불만을 내뱉고 임원결정회의에서는 사치코를 임원 취임에 추천했다.

### 선생 및 전문가
스기야마[杉山] 선생
스기야마 의원의 원장. 자폐증일 가능성을 처음 지적했다. 소아과, 내과, 외과 등에 대한 진찰이 가능하고, 자폐증에 대한 이해도 있기 때문에 아즈마 집안의 단골 의사가 되어 있다.
아라이[新井] 선생
복지센터의 보육사. 처음 사치코와 히카루에게 손을 내밀어 준 사람. 그녀가 사치코의 이야기를 듣고 눈물을 머금은 일로 사치코의 마음이 가벼워졌다. 또 모자통원의 선생도 되었다.
오자와[大沢] 선생
복지 센터의 심리지도담당. 취원・취학에 대한 조언이나 문제에 대한 대처방법 등을 가르쳐 준다.
히로카와 유미[広川 由美]
히카루가 취학 전 1년 동안 다닌 시츠가츠 보육원의 연장반의 담임. 사치코의 요망에도 싫은 기색을 보이지 않고 응하며 시행착오를 겪으면서도 히카루에게 다가가 원아와의 중개도 해 주었다. 후에 카논도 그녀가 담당하는 반에 들어간다.
시부사와[渋沢] 씨
'NPO법인 자폐증 지원센터 햇님 하우스'의 대표. 자폐아가 있는 가족의 좋은 조언자이다. 아오키 선생과 와카바야시 선생의 결혼식 때 히카루들의 도움을 준 자원봉사자로서 알게 되었다. 자폐증인 아들을 초등학교 5학년때 잃고 그 후 이혼한 과거가 있다.
모리[森] 씨
히카루가 초등학교 1학년 때 도움이 되어준 햇님하우스의 자원봉사자 대학생. 오자와 선생의 대학시절 후배이기도 하다. '수염, 장발, 피어싱' 등 자원봉사자와는 거리가 먼 풍모의 남자이지만 히카루를 시작으로, 아이들을 받아들이는 것이 좋다. 장애아의 커뮤니케이션이나 지원 등에 VOCA 나 QHW 등의 기기를 사용하며, 후배들에게도 전수해 왔다. 카논 출산시에는 햇님 하우스에서 히카루를 맡아 돌봐 주었다. 대학졸업후 교대 부속 특수학교의 교원으로 취직.
우미노[海野] 씨
히카루가 초등학교 5학년 때 신세를 진 햇님 하우스의 자원봉사자. 교대 학생으로 히카루와 전차 퀴즈로 자주 놀아주었다. 또 카논이 수두를 앓을 때에는 사치코를 대신해 등하교 때 따라가 주었다. 모리 씨의 후배.
소에지마[副島] 선생
심리사. 대학에서 강의도 하고 있다. 수업을 원활히 진행할 수 없었던 군지 선생에게 강의도 해 주었다.

### 그 밖의 등장인물
사치코의 부모님
아즈마 가로부터 차로 금방인 거리에 살고 있다. 아버지는 정년퇴직해 은거 생활중. 어머니는 지병인 고혈압이 있어, 협심증으로 입원・수술과 퇴원을 되풀이하고 있다. 외동딸 사치코를 시집보내고 나서도 소중하게 생각해 사치코와 마사토와의 관계가 험악해져서 이혼할 각오로 히카루와 가출했을 때는 밤중에 갑자기 찾아온 딸과 외손자를 따뜻하게 맞이해 주었다.
마사토의 어머니
후미코와 마사토가 독립 후에는 홀로 집을 지키며 취미인 사교 댄스를 즐기고 있다.
마사토의 청년기에 급사한, 연구소 직원이었던 남편은 아이들을 잘 돌보았지만, 아내에게는 고독감을 안겨 주는 사람이었다.
가사・육아를 완벽하게 소화해 내는 현모양처로, 히카루가 어릴 적에는 갑자기 방문해서 사치코의 육아를 비난했다. 체면에 신경을 많이 쓰는 성격이기 때문에 자폐증에 대해서 무지했을 때는 젯상 앞에서 난동을 부리는 히카루를 보고 사치코를 책망한 적도 있다.
우연히 자폐증에 대한 안내를 본 일과 사치코의 아버지의 설득으로 생각이 바뀌어 히카루가 초등학교 취학 전에는 책가방을 사 주면서 사치코에게 사죄했다.
그 후에도 히카루가 초등학교 3학년때 발표회에 와 주는 등, 히카루에 애정을 나타냈지만, 카논이 3살이 될 때쯤에는 카논의 진로에 대해서 가치관을 억누르고 '카논을 데려가고 싶다'는 등의 발언을 하거나 카논이 주역인 행사에 참견을 하는 등, 히카루에게 등을 돌리고 카논을 편애하게 만든다.
히카루가 중학생이 된 지금은 장애자가 된 히카루의 상태를 받아들이지 못하고 사치코와 마사토에게 불만을 드러내면서도 히카루만이 찍힌 사진으로 집안을 꾸민다거나, 카논의 졸업식 날에 히카루를 맡는 등, 다시 양보하는 모습을 보여주고 있다.
노아[乃彩]
히카루와 동갑인 사촌(후미코의 장녀).
히카루와는 대조적으로, 2살 반에 제대로 인사를 하고 젓가락도 잘 쓰는 똑똑한 아이였다.
초등학교는 사립 에이요 학원에 취학. 그 후 아버지의 일로 가족이 시애틀로 이사했다.
카논의 시치고산 이나 초등학교 입학식 때는 그녀로부터 물려받은 기모노나 양복을 착용했다.
성은 불명.
후미코[史子]
성은 불명. 마사토의 누나로 노아의 어머니. 에이요 학원 출신. 흑발에 숏컷으로 핸섬한 여성. 사치코와는 다르게 인공영양이나 일회용 기저귀에 의지하지 않는 육아를 하고 있다.
제니
아즈마 가와 같은 맨션에 사는 자파유키 중 1명. 고국 필리핀의 부모에게 일본인과의 사이에서 태어난 아들을 맡기고 다시 일본에 왔다. 히카루가 초등학교 1학년 때 자주 집을 빠져나와 그녀들이 사는 집에 놀러 갔다. 그 인연으로, 카논이 태어날 때는 동료 필리핀인들과 함께 진통 중인 사치코를 도와주거나 잠깐 히카루를 돌봐주거나 했다.
아랫집 사람
이름은 불명.
아즈마 가와 같은 맨션의 바로 아랫집에 사는 여성. 10년이 넘는 동안 히카루가 패닉을 일으켜 난동을 부리는 것을 참아내거나, 자기 뜰의 나무에 히카루가 이불째로 떨어져 심장이 멈출 정도로 놀라거나 하는 등, 작중에서는 편안할 날이 없다.
주사님
히카루가 시츠가츠 초등학교 입학전부터 근무하고 있는 연배의 여성. 틈이 나면 무궁화 교실에 얼굴을 드러내거나 밭에서 작업을 도와주거나 해 주었다. 또 학부모가 모를 것 같은 교내의 정보 등을 사치코나 미우의 어머니에게 귀띔해 주었다. 카논이 초등학교 입학하기 전 해에 퇴직했다.
유카와 아미[湯川 亜美]
카논이 시츠가츠 초등학교 1학년때 같은 반이 된다. 대저택에서 할머니・부모님・동생 1명과 살고 있다. 2살쯤에는 모델 기획사에 소속했다. 반 친구 모두를 집에 초대한 생일파티에 카논만 초대하지 않았다.
아미의 어머니
성은 불명
카논이 2살쯤, 공원에서 가끔 만나는 사치코와 카논을 자택의 히나마츠리 파티에 초대했다. 파티에 동행한 히카루가 실수한 것이 원인으로 파티의 분위기가 깨진 것 때문에 소원해졌다. 카논과 딸이 초등학교 1학년이 되어 같은 반이 된 것이 계기로 재회했다.
이이다 료[飯田 遼]
카논과 동갑으로, 유카와 가의 히나마츠리 파티의 참가자였다. 카논이 1학년 때 같은 반이 된다. 히카루의 언동을 바보취급하는 행동을 해 카논을 놀려, 카논과 싸우게 된다.
료의 어머니
유카와 가의 히나마츠리 파티의 참가자였다. 히나마츠리 파티에서는 카논을 동정하는 발언을 했다. 료가 카논을 놀린 것에 대해서, 사치코에게 사죄하는 것과 함께 아이의 장애를 어떻게 설명하면 좋을까 물었다.
논짱(のんちゃん)
료처럼 카논과 동갑으로, 유카와 가의 히나마츠리 파티의 참가자였다. 성은 히카미[氷上]지만, 이름은 불명. 공원놀이와 히나마츠리 파티에서는 카논에게 자기 장난감을 빼앗겨 울어버린다. 시츠가츠 초등학교 1학년때 카논과 같은 반이 된다.
논짱의 언니
성은 불명. 유카와 가의 히나마츠리 파티의 참가자였다. 파티에서는 실수한 히카루를 빌미로 카논에게 심술을 부렸다. 동생들이 초등학교 1학년이 되었을 때 동생과 아미와 료에게 히카루에 대한 험담을 했다.
논짱의 어머니
이름은 불명. 유카와 가의 히나마츠리 파티의 참가자였다. 파티에서는 사치코 모자에 대해 '히카루를 부탁하기 위해 카논을 낳았다'며 마음대로 억측해 소문내거나, 히카미 모자의 언동을 본 사치코가 화가 나 돌아간 것에 대해 몇 년 후 '재수없다'고 토로했다.
노다 토모[野田 とも]
카논의 보육원 시절 가장 좋은 친구. 어머니는 보육사. 츠등학교도 같은 시츠가츠 초등학교에 입학하지만, 옆 반에 배속되었다. 카논처럼 학동보육에 소속해 있다.
쇼헤이[将兵]
성은 불명. 프리터로 혼자 살고 있다. 밤의 오락실에서 초등학교 졸업 직후의 에리와 만난 이후, 에리보다도 7살 연상이지만 모모코・유타를 포함해 자주 노는 사이가 된다.
에리가 중학교 2학년이 된 지금은, 에리의 임신이 의심될 정도로 친밀한 사이가 된다.
모모코[桃子]&유타[裕太]
성은 불명, 에리의 친구로 미성년자이면서도 담배를 피운다. 보도원에게 폭언을 내뱉는 등 불량하다. 쇼헤이를 통해 에리와 알게 된 후, 에리보다 4살 연상이지만 잘 노는 사이가 된다. 특히 모모코는 에리로부터 '모모 언니'라 불리며 친해진다.
이리에 히토미[入江 瞳]
아즈마 가가 사는 맨션 1층에 살고 있다. 카논보다 3살 연상으로, 같은 등교반. 아침마다 카논을 마중나와 방과후에는 서로의 집에서 노는 일도 있다. 오빠가 1명 있다.
히토미의 어머니
이름은 불명.
카논이 태어날 때 불었던 태풍 속에서, 피난 직전에 사치코를 걱정해 불러주었다. 그녀의 풍모로부터 카논은 '안경 쓴 아줌마'라고 부르고 있다. 초등학교 등교전에 히토미를 마중나가게 하는 것을 조건으로, 완곡하게 맨션의 관리조합의 이사를 의뢰했다.
오카 준코[岡 純子]
마사토의 회사 부하. 풍모는 에비짱OL 로, 타니가와가 말하길, '(사치코와)조금 닮았다'. 마사토를 몰래 사모하여, 망년회에서 만취해 '좋아해요'라고 말하며 마사토에게 달라붙거나, 교통사고로 모습이 바뀐 오빠에 대해 상담을 받거나 했다. 사치코에게 '마사토의 바람상대'라고 오해받는다.
타니가와[谷川] 군
이름은 불명.
마사토의 회사 부하. 원래 마사토의 밑에서 일했지만 여행업무로 죄천된다. 하지만 인사제도가 바뀐 것을 계기로 마사토와 함께 회사에 복귀. 헌재는 마사토의 보좌역.
오쿠무라[奥村] 씨
마사토의 어머니의 전 댄스 파트너. 출판사를 정년퇴직한 독신. 현재는 댄스 교습소를 그만두고 카루이자와에서 친구의 별장을 지키고 있다. 취미로부터 떨어진 곳에서도 마사토의 어머니에게 텃밭에서 키운 채소를 나눠주거나 별장에 초대하는 등 친한 사이인 듯.

## TV 드라마
TV 드라마는 니혼TV 계열로 2004년 4월 14일로부터 6월 23일까지 매주 수요일 밤 10시부터 방송(프로야구 중계 연장 등으로 늦춰진 회도 있다). 총 11회. 여배우 시노하라 료코의 연속극 첫 주연작. 이 시간대 다른 드라마와는 다르게, <줌 인!! SUPER>의 엔터파라다이스에서 다루어지는 등 화제가 되어, 안정된 시청률을 기록했다. 마지막에 히카루가 2학년이 되는 장면에서 교장 선생이 비상하게 경솔한 행동을 하는 결말이 있었다. 속편을 제작한다는 예고도 있었지만 그 계획은 지금까지도 서있지 않다(관동 로컬, 히로시마TV방송, TV니가타 방송망, TV니가타에서 재방송되기는 했다). 참고로 2004년 일본 TV 연속극 중에서는 유일하게 시청률이 15%를 넘겼다.
니혼TV에서는 2006년 8월 28일(월요일)부터 9월 13일(수요일)까지 매주 월~목요일에 <D파라다이스> 시간대에(15:55～16:53) 재방송되었다. 그리고 2007년 6월 5일(화요일)부터 7월 5일(목요일)까지 매주 화~목요일 동시간대에(15:55～16:53) 재방송되었다.

## 같이 보기
- 자폐증
- 발달장애
- 지적장애
- 장애를 다룬 작품 일람
- 닭은 맨발이다 - 2004년에 개봉된 일본영화로, 지적장애를 겪는 중학생이 주인공인 작품.
- 내가 걷는 길 - 2006년 칸사이TV에서 제작된 이 작품의 성인판 격인 내용의 드라마.